# چقر (درگز)
چقر (درگز)، روستایی از توابع بخش مرکزی شهرستان درگز در استان خراسان رضوی ایران است.

## جمعیت
این روستا در دهستان تکاب قرار دارد و براساس سرشماری مرکز آمار ایران در سال ۱۳۸۵، جمعیت آن ۶۰۲ نفر (۱۵۰خانوار) بوده‌است.

## مشکل جاده
این روستا فاقد آسفالت کشی مناسب است.